# Archibald Hunter
Pour les articles homonymes, voir Hunter.
Archibald Hunter, né le 6 septembre 1856 à Londres et mort le 28 juin 1936 dans la même ville, est un homme politique et militaire britannique qui fut gouverneur de Gibraltar de juillet 1910 à juillet 1913.